# Loxosceles kaiba
Loxosceles kaiba là một loài nhện trong họ Sicariidae.
Loài này thuộc chi Loxosceles. Loxosceles kaiba được miêu tả năm 1983 bởi Gertsch & Ennik.